# كيرك ماكدونالد (ملحن)
كيرك ماكدونالد هو عازف جاز وملحن كندي، ولد في 2 أكتوبر 1959 في سيدني ‏ في كندا.

## وصلات خارجية
- الموقع الرسمي
- كيرك ماكدونالد على موقع ميوزك برينز (الإنجليزية)
- كيرك ماكدونالد على موقع ديسكوغز (الإنجليزية)